# Tab Hunter
Tab Hunter, właśc. Arthur Andrew Kelm (ur. 11 lipca 1931 w Nowym Jorku, zm. 8 lipca 2018 w Santa Barbara) – amerykański aktor, wokalista i pisarz, laureat nominacji do nagrody Golden Laurel. Posiada własną gwiazdę przy Hollywood Walk of Fame. Wystąpił w ponad czterdziestu filmach, Był jednym z najbardziej rozpoznawalnych aktorów drugiej połowy lat 50. Dzięki produkcjom: dramacie wojennym Raoula Walsha Operacja Saipan (Battle Cry, 1955) jako kapral Dan 'Danny' Forrester,  Johna Farrow Morski pościg (The Sea Chase, 1955) z Johnem Wayne i Laną Turner jako Cadet Wesser i w westernie Płonące wzgórza (The Burning Hills, 1956) z Natalie Wood jako Trace Jordon,  stał się bożyszczem nastolatek.

## Życiorys

### Wczesne lata
Urodził się w Nowym Jorku, jako syn imigrantów z Niemiec. Jego ojciec, Charles Kelm, był Żydem, a matka, Gertrude Gelien, luteranką, która zmieniła wyznanie na judaizm. Był jednak wychowywany w religii katolickiej. W 1934, kiedy miał trzy lata, jego rodzice rozwiedli się i wraz z matką i bratem Walterem (zginął w Wietnamie) przeprowadził się do Kalifornii. Jako nastolatek był łyżwiarzem figurowym, a w zawodach na lodzie, w których uczestniczył, jeździł zarówno indywidualnie, jak i w parach. W tym okresie uprawiał także jeździectwo.
W 1946, w wieku 15 lat, wstąpił do Straży Przybrzeżnej. To właśnie w tym czasie zainteresował się aktorstwem.

### Kariera
W wieku 19 lat debiutował na ekranie jako Frank O’Brien w dramacie Josepha Loseya Poza prawem (The Lawless, 1950) z Macdonaldem Careyem i Gail Russell. Podpisał kontrakt z wytwórnią Warner Bros. i następnie był obsadzany w jej produkcjach. Wystąpił w filmie Saturday Island (1952) u boku Lindy Darnell. Zyskał sławę, wcielając się w rolę Harolda Bridgesa w Kocie ślady (Track of the Cat, 1954), u boku Roberta Mitchuma. Jednak to rola żołnierza Danny’ego Forrestera w nominowanym do Oscara dramacie wojennym Operacja Saipan (Battle Cry, 1955) otworzyła mu drzwi do kariery w Hollywood i uczyniła z niego kinowego amanta. 
W drugiej połowie lat pięćdziesiątych stał się także sławnym piosenkarzem. Dwa jego single – „Ninety-Nine Ways” i „Young Love” – okupowały wysokie pozycje na listach przebojów. W 1956 znalazł się na szczycie listy Billboard Hot 100. 

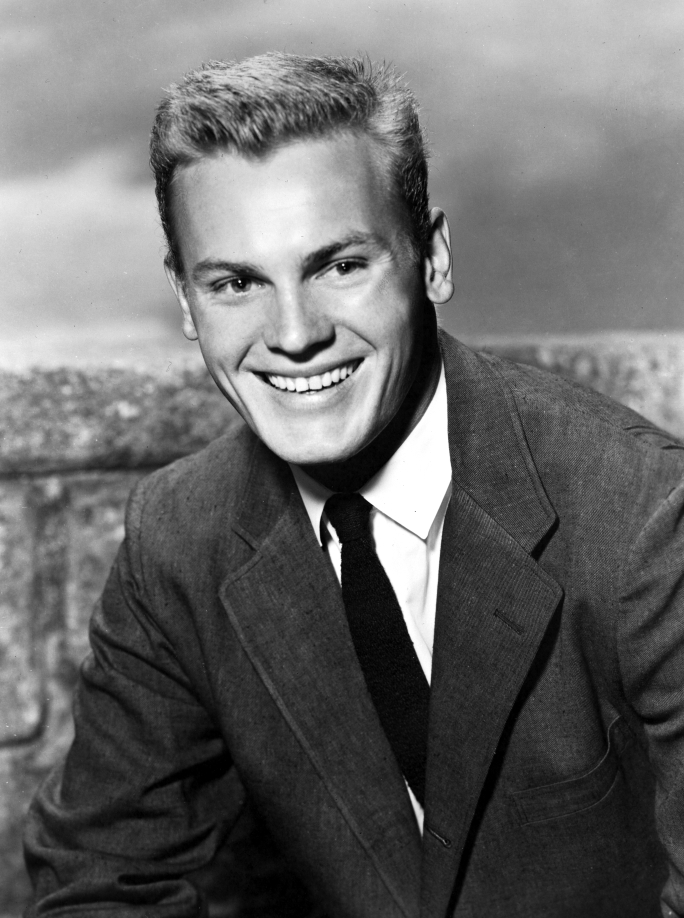
Tab Hunter, lata 50.

W 1958 wcielił się w jedną ze swoich najważniejszych ról – w muzycznym filmie Czego pragnie Lola (Damn Yankees) zagrał postać baseballisty Joego Hardy’ego. Film oparto na broadwayowskiej sztuce, a Hunter był jedynym jego aktorem, który wcześniej nie pojawił się w musicalu. 
We wrześniu 1960 telewizyjna stacja NBC rozpoczęła emisję sitcomu The Tab Hunter Show, którego był głównym (i tytułowym) bohaterem jako Paul Morgan. Powstały trzydzieści dwa odcinki serialu, wyemitowane w latach 1960–1961, a powodem zdjęcia go z ekranu NBC była niska oglądalność. 
Przez krótki okres w latach sześćdziesiątych Hunter zamieszkiwał w południowej Francji; występował wówczas w spaghetti westernach. Karierę aktora ożywiła rola Todda Tomorrowa w satyrycznej komedii Polyester (1981), wyreżyserowanej przez Johna Watersa. W 1992 powstał film Czarny koń (Dark Horse), w którym odegrał jedną z drugoplanowych ról. Scenariusz do filmu napisała Janet McClean, adaptując pierwotną jego wersję autorstwa Huntera.

## Życie prywatne
W 2005 za sprawą autobiografii Tab Hunter Confidential: The Making of a Movie Star, napisanej wspólnie z Eddiem Mullerem, dokonał coming outu jako gej.
Spotykał się z łyżwiarzem figurowym Robbiem Robertsonem, Anthonym Perkinsem (1956-1958), Rudolfem Nuriejewem. W tym samym czasie utrzymywał jednak fikcyjny romans z aktorką rosyjskiego pochodzenia, Natalie Wood i Debbie Reynolds (1954). Od 1983 aż do śmierci był związany z Allanem Glaserem.
Zmarł 8 lipca 2018 w Santa Barbara z powodu powikłań zakrzepicy żył głębokich, które spowodowały zatrzymanie krążenia, trzy dni przed swoimi 87. urodzinami. Według jego partnera śmierć „była nagła i nieoczekiwana”.

## Wybrana filmografia
- 1952: Saturday Island jako młodszy kapral Michael J. "Chicken" Dugan
- 1955: Operacja Saipan (Battle Cry) jako Danny Forrester
- 1955: Płonące wzgórza (The Burning Hills) jako Trace Jordan
- 1958: Czego pragnie Lola (Damn Yankees) jako Joe Hardy
- 1959: W drodze do Cordury (They Came to Cordura) jako porucznik William Fowler
- 1972: Sędzia z Teksasu (The Life and Times of Judge Roy Bean) jako Sam Dodd
- 1981: Polyester jako Todd Tomorrow
- 1982: Grease 2 jako pan Stuart
- 1992: Czarny koń (Dark Horse) jako Perkins